# Katarzyna Majbroda
Katarzyna Majbroda (ur. w Bolesławcu) – literaturoznawczyni, etnolożka, antropolożka kulturowa, doktor habilitowana nauk humanistycznych w dyscyplinie nauki o kulturze i religii.

## Życiorys
Ukończyła filologię polską (2004) i etnologię (2007) na Uniwersytecie Wrocławskim (UWr). Na Wydziale Filologicznym UWr obroniła pracę doktorską Odmienna perspektywa w badaniach literackich. Wybrane zagadnienia i dyskurs feministycznej krytyki literatury w Polsce po 1989 r. (2009). Habilitowała się na podstawie dorobku naukowego i książki W relacjach, sieciach, splotach asamblaży. Wyobraźnia antropologii społeczno-kulturowej wobec aktualnego (2019). Od 2011 pracuje jako adiunkt w Katedrze Etnologii i Antropologii Kulturowej UWr. Inicjatorka powstania Pracowni Edukacji Otwierającej Polskiego Towarzystwa Ludoznawczego (PTL) (2019).

## Zainteresowania badawcze
Teorie i metodologie nauk społecznych i humanistycznych; edukacja otwierająca, polityki i praktyki miejskie, afektywne poetyki społeczne; krytyka kulturowa; posthumanizm, etnografia transrelacyjna, antropologia środowiska (environmental studies), sprawiedliwość środowiska (environmental justice).
Autorka monografii naukowej na temat feministycznej krytyki literackiej rozwijanej po 1989 roku, która ukazała się nakładem wydawnictwa Universitas w serii Modernizm w Polsce (2013). Regularnie bierze udział w wydarzeniach popularyzujących naukę oraz współpracuje z mediami.

## Aktualnie pełnione funkcje
- Polskie Towarzystwo Ludoznawcze – wiceprezeska (kadencje: 2015–2019[8], 2019–2023[9])
- Oddział Wrocławski PTL – prezeska (od 2019)[10]
- Sekcja Metodologiczna PTL – inicjatorka, przewodnicząca (od 2014)[11]
- Polski Instytut Antropologii – członkini Rady Naukowej (od 2021)

- Komitet Nauk Etnologicznych PAN – członkini ekspertka (od 2021)[12]
- Komisja Antropologii Miasta Komitetu Nauk Etnologicznych PAN (od 2021)[13]

## Członkostwo w redakcjach
- Sekretarz redakcji czasopisma „Lud” (od 2011)[14]

- Członkini Rady Naukowej czasopisma „Journal of Urban Ethnology” (od 2020)[15]

## Książki
- 2019 W relacjach, sieciach, splotach asamblaży. Wyobraźnia antropologii społeczno-kulturowej wobec aktualnego. Wrocław: Oficyna Wydawnicza Atut[16].
- 2019 Naród w szkole. Historia i nacjonalizm w polskiej edukacji szkolnej. Gdańsk: Wydawnictwo Naukowe Katedra [wraz z Wojciechem J. Bursztą, Pawłem Dobrosielskim, Krzysztofem Jaskułowskim, Piotrem Majewskim, Michałem Rauszerem][17].
- 2015 Clifford Geertz’s Interpretive Anthropology. Between Text, Experience and Theory. Frankfurt am Main, Berlin, Bern, Bruxelles, New York, Oxford, Wien: Wydawnictwo Peter Lang[18].
- 2013 Feministyczna krytyka literatury w Polsce po 1989 roku. Tekst, dyskurs, poznanie z odmiennej perspektywy. Kraków: Wydawnictwo Universitas[7].

## Redakcja naukowa
- 2020 Etnografia – Animacja – Edukacja. „Łódzkie Studia Etnograficzne”. t. 59 [wraz z Anną Weroniką Brzezińską].
- 2020 Alicja Soćko-Mucha, Wokół Bachtinowskiej teorii śmiechu. Perspektywa antropologiczna. Warszawa [wraz z Katarzyną Kość-Ryżko].
- 2016 Rzeczy. „Tematy z Szewskiej”, nr 1 (17).
- 2014 Obserwatorki z wyobraźnią. Etnograficzne i socjologiczne pisarstwo kobiet. Wrocław: Oficyna Wydawnicza Atut [wraz z Grażyną Kubicą-Heller].

## Artykuły
- 2020 Śmiech-dialog-wywrotowość. Bachtin w recepcji antropologicznej. „Lud”, t. 104, s. 493–509[19].
- 2020 Edukacja otwierająca jako strategia demokratyzacji wiedzy i współtworzenia wyobraźni społecznej. „Łódzkie Studia Etnograficzne”, t. 59, s. 9–31[20].
- 2018 The postmodern opening in polish socio-cultural anthropology: a project realised? „Déjà lu”, nr 6, s. 1–25.
- 2018 Education policy and history education as tools for shaping an open society in Poland: a critical anthropological analysis. „Sprawy Narodowościowe. Seria Nowa”, nr 50, s. 1–14.
- 2018 Wrocławski Marsz Równości jako przykład karnawalizacji protestu w przestrzeni miejskiej: perspektywa antropologiczna. „Journal of Urban Ethnology”, t. 16, s. 61–78[21].
- 2017 Antropologia społeczno-kulturowa w Polsce dzisiaj – dziedzictwo, teraźniejszość, wyzwania i strategie na przyszłość: wokół ankiety antropologicznej. „Lud”, t. 101, s. 447–483[22][wraz z Wojciechem Piaskiem].
- 2017 Nowe polityki wrażliwości antropologii społeczno-kulturowej w kontekście dziedzictwa ruchu „writing culture”. „Etnografia Polska”, t. 61, z. 1–2, s. 185–208[23].
- 2017 Po pierwsze – człowiek. Autoetnografia w kontekście teorii sprawstwa Margaret Archer. „Kultura i Społeczeństwo”, t. 61, nr 3, s. 33–52.
- 2016 Postmodernistyczne otwarcie w polskiej antropologii społeczno-kulturowej. Projekt urzeczywistniony? „Lud”, t. 100, s. 161–184[24].
- 2015 Znaki szczególne Dariusza Czai: hybryda rozumu i wyobraźni, dyskursu i sztuki, czyli o antropologii jako ćwiczeniu duchowym. „Teksty Drugie”, nr 1, s. 203–216[25].

## Wybrane projekty badawcze
- Koalicja Organizacji Mniejszościowych i Migranckich; wykonawczyni (2021–2022)[26].
- Etnografia transrelacyjna. Poznanie i praxis w świecie więcej-niż-ludzkim (DNK/SP/462976/2020); kierowniczka (2021–2022)[27].
- Wizje narodu w polskich podręcznikach do nauki historii – porównawcze badania antropologiczne (UMO-2012/06/A/HS3/00266); wykonawczyni (2013–2018)[28].
- Diversity: Preventing and combating homo- and transphobia in small and medium cities across Europe (numer grantu JUST/2014/RRAC/AG/BEST/6693); wykonawczyni (2013–2017).
- Tekst, dyskurs, interpretacja. Literaturoznawcze kategorie badawcze w teorii i metodologii antropologii społeczno-kulturowej XX i XXI wieku. (DEC-2013/08/S/HS2/00198); kierowniczka (2013–2014)[29].